# Amastus nigrescens
Amastus nigrescens är en fjärilsart som beskrevs av Rothschild 1909. Amastus nigrescens ingår i släktet Amastus och familjen björnspinnare. Inga underarter finns listade i Catalogue of Life.